# Piet Van Waeyenberge
Piet Paul August baron Van Waeyenberge (Gent, 27 oktober 1938) is een Belgisch ondernemer en bestuurder.

## Levensloop

### Opleiding
Piet Van Waeyenberge studeerde in 1956 af aan het Sint-Jan Berchmanscollege in Brussel en behaalde een licentiaat in handels- en financiële wetenschappen aan de Katholieke Universiteit Leuven in 1960. In 1962 behaalde hij een Master of Science in Agricultural Economics aan de University of Illinois Champaign in Urbana in de Verenigde Staten en in 1963 een Master of Business Administration aan het INSEAD in Fontainebleau in Frankrijk. In 1978 volgde hij een Advanced Management Programma aan de Harvard Business School in Cambridge in de Verenigde Staten.

### Carrière
De familie Van Waeyenberge is vermogend geworden in de zuivelhandel, door vader Camille Van Waeyenberge in de jaren 1940 opgestart. Vandaag is familiale investeringsmaatschappij De Eik, waarvan Piet Van Waeyenberge lange tijd de voorzitter was, actief in heel wat verschillende sectoren over heel de wereld waaronder foodbrokerage, elektronicadistributie, private equity, vastgoed, leasing en landbouw- en veeteeltactiviteiten in Zuid-Amerika. Tijdens zijn professionele carrière verwierf hij daarnaast meerdere posities in de bedrijfswereld. Zo was hij:
- voorzitter van het Vlaams Economisch Verbond (1989-1993)
- voorzitter van businessclub De Warande (waarvan hij medestichter was)
- voorzitter van investeringsfonds Indufin
- bestuurder van mediagroep Corelio, Fortis Bank, farmaciebedrijf Janssen Pharmaceutica, de Generale Maatschappij van België, de financiële holding Almanij (gefuseerd met de bank KBC), Campina Melkunie, Fabricom en (via energiebedrijf Electrabel) van Suez
- bestuurder van de Koninklijke Sphinx Gustavsberg, de Francqui-Stichting en de Stichting Koningin Paola
- oprichter (1988) van de holding Asphales (later herdoopt tot Fortales), een verankeringsplatform voor ondernemingen in België

Ook in de culturele wereld was hij actief. Hij redde mee het voormalige Flageyomroepgebouw in Elsene van de ondergang en was voorzitter van de vzw Omroepgebouw Flagey. Hij is gewezen voorzitter van de vzw Kunstwijk, Europalia International en de Stichting Cultura en gewezen
bestuurder van de Internationale Muziekwedstrijd Koningin Elisabeth. Hij was ook actief betrokken bij de Vlaamse Academische Stichting.

## Onderscheidingen
- baron
- officier in de Leopoldsorde
- commandeur in de Orde van Oranje-Nassau.

## Privé
Hij is vader van drie kinderen, waaronder Titia Van Waeyenberge, die hem in 2018 als voorzitter van De Eik opvolgde.
Van Waeyenberge woont sinds 1973 in het gerenoveerde 17e-eeuws Baljuwhuis in Gaasbeek en renoveerde de vlakbij gelegen oude melkerij tot bibliotheek en culturele ruimte. Op zijn domein, aan de voet van het Kasteel van Gaasbeek, heeft hij een stoeterij (fokkerij) van Brabantse trekpaarden.